# Mélanoblaste
Un mélanoblaste est un blaste (une cellule indifférenciée), précurseur du mélanocyte. Ces cellules migrent de la crête neurale du tronc (en), dorsolatéralement entre l'ectoderme et la surface dorsale des somites.